# Parafia Matki Bożej Szkaplerznej w Golinie
Parafia Matki Bożej Szkaplerznej w Golinie – jedna z 5 parafii leżących w granicach dekanatu golińskiego.

## Parafia
Erygowana w XIV wieku. Stary, drewniany kościół parafialny został wybudowany w latach 1765–1767. Nowy, murowany kościół parafialny wybudowano w latach 1980–1985. Projekt świątyni przygotował architekt z Poznania – Aleksander Holas. Kościół został konsekrowany przez biskupa włocławskiego Jana Zarębę 19 października 1986. 
Kancelaria parafialna mieści się przy ulicy Wolności, podobnie jak placówka  Sióstr Opatrzności Bożej. 

## Dokumenty
Księgi metrykalne: 
- ochrzczonych od 1945 roku
- małżeństw od 1945 roku
- zmarłych od 1945 roku